# George R. Stewart
George Rippey Stewart (n. 31 mai 1895, Pennsylvania, SUA – d. 22 august 1980, California, SUA) a fost un istoric american, toponimist, romancier și profesor de engleză la Universitatea Berkeley din California. Cartea sa din 1959, Pickett's Charge, o istorie detaliată a atacului final de la Gettysburg, a fost numită „esențială pentru înțelegerea bătăliei de la Gettysburg”. Romanul său post-apocaliptic Earth Abides (1949) a câștigat primul International Fantasy Award în 1951 și l-a inspirat pe Stephen King să scrie The Stand (Apocalipsa), potrivit afirmațiilor lui King.

## Lucrări scrise
- The Technique of English Verse  (1930)
- Bret Harte: Argonaut and Exile (1931)
- English Composition, A Laboratory Course,  (1936)
- Ordeal by Hunger: The Story of the Donner Party (1936; rpt. 1992).  ISBN: 978-0-395-61159-3
- John Phoenix (1937)
- East of the Giants (1938)
- Doctor's Oral (1939)
- Take your Bible in one hand;: The life of William Henry Thomes, author of A whaleman's adventures on land and sea, Lewey and I, The bushrangers, A gold hunter's adventures, etc.", 1939
- Storm (1941; rpt. 2003).  ISBN: 978-1-890771-74-4
- Names on the Land: an historical account of place-naming in the United States (1945; reprinted 1958, 1967 [Sentry paperback], 2008).  ISBN: 978-1-59017-273-5
- Man, An Autobiography (1946)
- Fire (1948)
- Earth Abides (1949; rpt. 2006).  ISBN: 978-0-345-48713-1
- The Year of the Oath (in collaboration) (1950)
- Sheep Rock (1951)
- The Opening of the California Trail: the story of the Stevens party by Moses Schallenberger, 1888; publicată 1953
- U.S. 40: Cross Section of the United States of America (1953)
- American Ways of Life (1954)
- These Men My Friends (1954)
- To California by Covered Wagon (1954). Reprinted as Pioneers Go West (1987)
- The Years of the City (1955)
- N.A. 1: The North-South Continental Highway (1957)
- Pickett's Charge: A Microhistory of the Final Attack at Gettysburg, July 3, 1863, 1959[11] Revizuită în 1963.
- The California Trail (1962)
- Committee of Vigilance (1964)
- Good Lives (1967)
- Not So Rich as You Think (1968)
- The Department of English at the University of California, Berkeley (1968)
- A Concise Dictionary of American Place-Names (1970)
- Names on the Globe (1975)
- American Given Names (1979).  ISBN: 978-0-19-504040-1